# مارغريتا أغيري
مارغريتا أغيري Margarita Aguirre ؛ ولدت في30 ديسمبر 1925 -وتوفيت في 15 ديسمبر 2003؛ كاتبة وناقدة وروائية تشيلية. كانت الصديقة الأولى وكاتبة السيرة الذاتية للشاعر الحائز على جائزة نوبل بابلو نيرودا.

## السيرة الذاتية
مارغريتا أغيري ابنة سوكريتس أغيري وصوفيا فلوريس. لديها شقيقان هما فرانسيسكو وبيرلا.
التقت الشاعر بابلو نيرودا في بوينس آيرس في عام 1933، حيث كان والدها نائب القنصل التشيلي. وكان نيرودا قد شغل منصب دبلوماسي في الأرجنتين في ذلك الوقت.
على الرغم من الفرق في السن هي كانت 8 سنوات وكان وهو 29سنة، شكلوا صداقة مدى الحياة.
وقالت أغيري إن نيرودا كان«آخر سانتا كلوز من طفولتي»، لأنه أتى للاحتفال بعيد الميلاد بلحية بيضاء من القطن ورداء أحمر وقدم الهدايا لي وغيري من الأطفال.
- حيث قال نيرودا لقد فعلت أشياء كثيرة خاطئة في حياتي، ولكن لا شيء كان سيئا كما بدلة سانتا كلوز.عندما سقطت اللحية؛ وكنت مخطئا جدا في توزيع اللعب. من كان سيخبرني أن من بين هؤلاء الأطفال هو الذي كان سيكون واحدا من أصدقائي المفضلين، الكاتب البارز ومؤلف واحد من أفضل السير الذاتية؟ أنا أتحدث عن مارغريتا أغيري. بابلو نيرودا....

في العام التالي (1934)، عين نيرودا قنصل تشيلي في برشلونة. ومن هناك حافظ على التراسل مع عائلة أغيري فلوريس، وخاصة مع مارغريتا، التي أرسل لها رسائل مصورة مع رسومات هزلية.
في عام 1938، وضعت الجبهة الشعبية نهاية للقنصلية تشيلي في بوينس آيرس وأمرت بعودة سوكريتس أغيري وأسرته إلى تشيلي. 
في عام 1940، بعد انتهاء الحرب الأهلية الإسبانية، عاد نيرودا إلى تشيلي وتواصل مع أغيريس، الذين كانوا يعيشون بعد ذلك في سانتا بياتريز. ذهبت مارغريتا مع والدتها صوفيا فلوريس للاستماع إلى محاضرة قدمها الشاعر في قاعة راديو كوبيراتيفا. بعد ذلك قابلو بعضهم البعض بتأثر كبير.
في عام 1940، بدأت أغيري دراسة علم أصول التدريس في المعهد التربوي في جامعة تشيلي. في عام 1945، عملت أغيري - جنبا إلى جنب مع خوسيه ميغيل فاراس، الذي أصبح لاحقا كاتبا - ومذيع على راديو إل ميركوريو؛ وخصصت فترات طويلة من برامجها للموسيقى السمفونية الأوروبية.
وفي عام 1952، وبعد نفي مدته ثلاث سنوات، عين نيرودا منصب سكرتير الخاص. واستمر ذلك حتى عام 1954. وسخرت أغيري في وقت لاحق من هذا العمل، موضحه أنه «كان لقبا فخريا» لأنه، على ما يبدو، كان موقعا شرفيا؛ تزوج نيرودا زوجته الثانية، ديليا ديل كاريل،
وهي فنانة أرجنتينية....و كما وصفها بأنها امرأة ساحرة ولكن ربة منزل كارثية، واستخدم مارغريتا لجلب النظام إلى الأسرة.

### الزواج
في عام 1954، تعرفت أغيري إلى المحامي رودولفو أروز ألفارو (الأمين العام للحزب الشيوعي لأمريكا اللاتينية) عن طريق نيرودا؛ الذي سيصبح فيما بعد زوجها؛ ودلك عندما كلفت لتأمين تأشيرة من الأرجنتين للسفر إلي الاتحاد السوفييتي. وتم منع نيرودا من الدخول إلى العديد من بلدان المرور، وذلك بسبب أفكاره الاشتراكية.
وبعد مراسلات فيما بينهما؛ وفي نهاية عام 1954، سافرت مارغريتا أغيري إلى بوينس آيرس لمدة ثلاثة أيام لمقابلته. تزوجوا على الفور في بيت الشاعر «سيليستينو» في سانتياغو. أصبحت أغيري الزوجة الثالثة والأخيرة لرودولفو أروز، وأم لطفلين، صبي وفتاة.
أخد أروز أغيري للعيش معه في الريف في منطقة فيلا ديل توتورال في مقاطعة قرطبة، بالأرجنتين.

## حياتها الأدبية
الوظيفة الأدبية [تحرير المصدر]
حققت مارغريتا أغيري سمعة أدبية قوية عندما نشرت كواديرنو دي أونا موتشا مودا؛ Cuaderno de una muchacha muda ؛(1951) وإل هويسبد 
؛ El huésped ؛(1958). هذا العمل الأخير حصل عليها جائزة إيميسي؛ Emecé .
في نهاية تشرين الثاني / نوفمبر 1955، زار نيرودا - الذي انفصل عن زوجته الأرجنتينية، ديليا ديل كاريل - لعدة أشهر في فيلا ديل توتورال لكتابة. وأيد بقوة أغيري في عملها الأدبي.
وفي نيسان / أبريل 1957، زارها نيرودا في منزلهم في بوينس آيرس، وفي 11 أبريل / نيسان اعتقلته الشرطة (لأن كانت الأرجنتين في خضم ديكتاتورية أرامبورو، التي أطاحت في عام 1955 بالحكومة الديمقراطية في بيرون) وتم ترحيله إلى الأوروغواي. 

### سيرة نيرودا
في عام 1960، طلب خوسيه بيانكو، مدير مجموعة جينيو وفيغورا من الناشر يوديبا، أن يطلب من أغيري أن تكتب سيرة بابلو نيرودا.قبلت أغيري، مع بعض التردد.
وبدأت تحقيقا مستفيضا، وأجرت مقابلات مع أقارب وأصدقاء نيرودا، وسافرت إلى تيموكو معه للكشف عن قصص طفولته، واكتشفت المراسلات الرائعة بين نيرودا والكاتب الأرجنتيني هيكتور إاندي.
في عام 1964 نشرت نتيجة كل هذا الجهد.
في عام 1972، تولت مارغريتا أغيري أعمال كاملة من نيرودا، التي نشرت في ذلك العام من قبل شركة لوسادا بوينس آيرس، كما جمعت وفهرسة مراسلات الكاتب التشيلي مع الشاعر الأرجنتيني هيكتور إاندي. 
في عام 1969، بعد أشهر قليلة من وفاة زوجها رودولفو، عاشت مارغريتا أغيري في شقة في بوينس آيرس مع الناشر الأرجنتيني لويس ماريا توريس أغيرو. بعد وفاة طفليها - سوزانا، ثم غويو - ذهبت للعيش وحدها في تشيلي.
في عام 1999 حصلت على وسام الشرف لمؤسسة بابلو نيرودا. 
عانت أغيري من انتفاخ الرئة وقضت السنوات الأخيرة من حياتها في دار تمريض في سانتياغو.

## وفاتها
توفيت مارغريتا أغيري جراء انتفاخ الرئة في سانتياغو، تشيلي في 15 ديسمبر 2003، في سن ال 77. ودفنت في مقبرة إل تورتال، مقبرة صغيرة بنيت بالقرب من كنيسة من القرن 19 على بعد مسافة قصيرة من جزيرة نيغرا، المكان الذي عاش فيه نيرودا ودفن مع زوجته ماتيلد أوروتيا. 

## أعمالها
يتضمن عمل مارغريتا أغيري روايات وقصص قصيرة ومقالات.

### روايات
- 1958: El huésped
- 1964: La culpa
- 1967: El residente

### قصص قصيرة
- 1974: La oveja roja

### مقالات
- 1964: Genio y figura de Pablo Neruda
- 1967: Las vidas de Pablo Neruda
- 1980: Neruda, Pablo. 1904-1973

### مجموعات توثيق
- 1951: Cuaderno de una muchacha muda
- 1964: La cueca larga y otros poemas (anthology of Nicanor Parra. Buenos Aires: EUDEBA)]
- 1980: Pablo Neruda Héctor Eandi, correspondencia